# Stefan Kraus
Stefan Kraus (* 1960 in Köln) ist ein deutscher Kunsthistoriker und seit 2008 Leiter des Museums Kolumba, dem Kunstmuseum des Erzbistums Köln.

## Wirken
Kraus studierte Kunstgeschichte, Germanistik und Pädagogik. Von 1982 bis 1989 war er freier Mitarbeiter des Kölnischen Kunstvereins. 1991 wurde er im Fach Kunstgeschichte mit einer Arbeit über Walter Ophey promoviert und im gleichen Jahr wurde er 1991 Kurator am Kolumba, dessen Leitung ihm 2008 als Nachfolger von Joachim M. Plotzek übertragen wurde.
Das architektonisch bereits vielfach prämierte Kunstmuseum des Erzbistums Köln wurde 2013 zum „Museum des Jahres“ gewählt. Seit 1991 hat Kraus das Konzept des Museums mit entwickelt und steht mit seinem Team für „die außergewöhnliche Sorgfalt, mit der es bespielt wird“.  Am 14. November 2017 erhielt er in Berlin den Friedlieb-Ferdinand-Runge-Preis für unkonventionelle Kunstvermittlung der Stiftung Preußische Seehandlung, dotiert mit 10.000 Euro. Juror war Matthias Flügge.

## Schriften
Monografien:
- Walter Ophey 1882–1930. Leben und Werk mit einem Werkverzeichnis der Gemälde und Druckgraphik. [zugl. Diss. Univ. Köln 1991] Hatje Cantz Verlag, Stuttgart 1993 [1. Aufl.], ISBN 978-3-77570-403-8.
- Formate bestimmen die Inhalte. Kunstbetrieb, Kunst und Kunstvermittlung. Absender Wewerka Archiv, Magdeburg und Alexander Verlag, Berlin 2016, ISBN 978-3-89581-405-1.

Beiträge, Herausgeberschaften, Kuratierungen in Auswahl:
- (Mitarb.): Bauhaus-Utopien. Herausgegeben von Wulf Herzogenrath. Cantz, Stuttgart 1988, ISBN 3-922608-97-3.
- (Hrsg. mit Wulf Herzogenrath): Erich Consemüller. Fotografien Bauhaus-Dessau. Schirmer/Mosel, München 1989, ISBN 3-88814-310-1.
- (Hrsg.): Denken. Künstlerbücher Sammlung Missmahl. Kolumba, Köln 2011, ISBN 978-3-9813182-6-5.
- (Hrsg.): Paul Thek, Shrine. Kolumba, Köln 2012, ISBN 978-3-9813182-7-2.
- (Hrsg.): Auswahl zwei. Kolumba, Köln 2012, ISBN 978-3-9813182-4-1.
- (Beitr.): Man sieht mehr als man weiß. In: Monika Bartholomé – die Fülle des Lebens. Zeichnungen im neuen Gotteslob. Akademie Franz-Hitze-Haus, Münster 2013, ISBN 978-3-930322-62-6, S. 11–56.
- (Hrsg.): Pas de deux. Römisch-germanisches Kolumba. Kolumba, Köln 2018, ISBN 978-3-9819975-0-7.
- (Hrsg.): Mythische Landschaften. Kolumba, Köln 2018, ISBN 978-3-9818008-7-6.